# Heliotropium derafontense
Heliotropium derafontense là một loài thực vật thuộc họ Boraginaceae. Đây là loài đặc hữu của Yemen.